# Нововікторівка (Покровський район)
Новові́кторівка — село Добропільської міської громади Покровського району Донецької області, Україна.

## Історія
Село було засновано вихідцями з села Вікторівка. До 1931 року на землі господарювали одноосібно. В 1931 році жителі сіл Вікторівка і Нововікторівка організували колгосп, назву якому дали імені Красіна, на день колективізації в селі було 70 дворів. Першим головою було обрано Крайнього Андрія Прокоповича.
У селі у братській могилі поховано 298 полеглих червоноарміїців.

## Жертви сталінських репресій
- Дейкун Василь Спиридонович, 1913 року народження, село Нововікторівка Добропільського району Донецької області, українець, освіта 4 класи, безпартійний, червоноармієць. Заарештований 20 серпня 1941 року. Засуджений Особливою нарадою при НКВС СРСР на 7 років ВТТ. Реабілітований у 1998 році.